# Olympische Sommerspiele 2000/Teilnehmer (Seychellen)
| Gelbes Symbol für Goldmedaillen mit stilisierten Olympischen Ringen | Graues Symbol für Silbermedaillen mit stilisierten Olympischen Ringen | Braundes Symbol für Bronzemedaillen mit stilisierten Olympischen Ringen |
| ------------------------------------------------------------------- | --------------------------------------------------------------------- | ----------------------------------------------------------------------- |
| —                                                                   | —                                                                     | —                                                                       |

Die Seychellen nahmen an den Olympischen Sommerspielen 2000 in der australischen Metropole Sydney mit neun Athleten, drei Frauen und sechs Männer, in fünf Sportarten teil.
Seit 1980 war es die fünfte Teilnahme des afrikanischen Staates an Olympischen Sommerspielen.

## Teilnehmer nach Sportarten

### Gewichtheben
Frauen
- Sophia Vandagne
Leichtgewicht – bis 69 kg: Finale, Zweikampf 160 kg (Rang 13)

### Judo
Männer
- Francis Labrosse
Leichtgewicht – 60 kg: ausgeschieden in Runde zwei gegen Alisher Muxtarov aus Usbekistan

### Leichtathletik
Frauen
- Joanna Hoareau
100 Meter: Runde eins, 12,01 Sekunden (Rang sechs)

Männer
- Nelson Lucas
100 Meter: Runde eins, 11,15 Sekunden (Rang neun)

### Schwimmen
Männer
- Benjamin Lo-Pinto
100 Meter Rücken: Runde eins, 58,90 Sekunden (Rang 47)
- Kenny Roberts
100 Meter Freistil: Runde eins, 53,40 Sekunden (Rang 61)

### Segeln
Frauen
- Endra Ha-Tiff
Windsurfen: Finale, 255 Punkte (Rang 29)

Männer
- Jonathan Barbe
Windsurfen: Finale, 292 Punkte (Rang 35)
- Allan Julie
Finn Dinghy: Finale, 203 Punkte (Rang 28)